# Климова дебра
Кли́мова де́бра — ландшафтний заказник місцевого значення в Україні. Розташований у межах Жовківського району Львівської області, між селами Поляни та Дубровиця.
Площа 296 га. Статус присвоєно згідно з рішенням Львівської обласної ради від 30 червня 2009 року № 933. Перебуває у віданні ДП «Жовківський лісгосп» (В'язівське л-во, кв. 61, 62, 69, 70).

## Опис
Мета створення заказника — збереження унікальних для регіону ярово-балкових ландшафтних комплексів, так званих дебр, з типовими для Розточчя лісовими екосистемами.
Окрім цього територія є сприятливою для забезпечення міграції диких тварин, що пов'язане з її ландшафтною і біотичною структурою. За районуванням територія ландшафтного заказника розташована в межах природної області Розточчя (Західно-Українська провінція (край) лісостепової зони). Через територію заказника проходить Головний європейський вододіл, саме тому він має велику цінність і в гідроекологічному відношенні. Тут розташовані витоки правих приток річки Млинівки (басейн Західного Бугу), а сама територія складається із кількох вирівняних привододільних поверхонь межиріч, висота яких сягає 360–370 м над р.м., та їхніх спадистих і крутих схилів. 
На території заказника дозволяється регульоване господарське користування, якщо ця діяльність не призводить до негативного впливу на довкілля, а сприяє його збереженню та відтворенню природних ресурсів.

## Флора і фауна
Найпоширенішим типом лісу на території заказника є дубово-грабова бучина, що має тут природне походження. Вони поширені зазвичай у привододільних та верхніх і середніх частинах схилів, з сірими та світло-сірими лісовими ґрунтами, які утворились на лесоподібних суглинках. У південній частині поширені переважно середньовікові та пристигаючі грабово-букові, букові та соснові дерева, а в північній — букові, дубово-букові, буково-дубові деревостани, вік яких сягає у середньому 40—50 років. У понижених більш зволожених ділянках (вздовж потічків або відкритих низинних боліт), які представлені дерново- і перегнійно-глейовими, торф'янисто-глейовими ґрунтами, поширені вільшаники з вільхи клейкої з домішками берези повислої, рідше сосни та осики. 
Серед ссавців тут поширені такі види: полівка лісова, миша жовтогорла, бурозубка звичайна і миша лісова. Представниками плазунів тут є прудка і живородна ящірки, вуж звичайний та гадюка звичайна. Серед червонокнижних — тритон звичайний і гребінчастий, мідянка звичайна. Типовими птахами на території заказнику є зяблик, чорноголова кропив'янка та вільшанка, а серед рідкісних — сова довгохвоста.